# Green Lake (town de Wisconsin)
Green Lake és un town al comtat de Green Lake, Wisconsin, Estats Units. Al cens del 2000 tenia 1.258 habitants. El town és a la vora sud de Green Lake, i la ciutat de Green Lake limita pel costat nord. El town engloba les comunitats no incorporades de Forest Glen Beach, Greenwyck, Indian Hills, Sandstone Bluff, Spring Grove, Tuleta Hills i Utley.

## Geografia
Segons l'Oficina del Cens el town té una superfície de 125,8 km2 (48,6 milles quadrades), dels quals 122,3 km² (47,2 milles quadrades) son terra ferma i 3,5 km2 (1,3 milles quadrades, 2,76%) d'aquest son cobertes per les aigües.
Al cens de l'any 2000 al town hi havia 1.258 persones, 538 llars i 399 famílies residint a la ciutat. La densitat era de 10,3 habitants/ km² (26,6 hab. per milla quadrada). Hi havia 1.010 habitatges amb una densitat mitjana de 8,3 hab. / km² (21,4 hab. per milla quadrada). La composició racial, d'acord als criteris raça i etnicitat del cens del town era d'un 99,05% de blancs, un 0,08% de negres o afroamericans, un 0,08% natius americans, un 0,08% d'asiàtics i un 0,72% de dues o més races. El 0,72% de la població era hispana o llatina de qualsevol raça.
Hi havia 538 llars, en el 19,5% de les quals hi vivien menors de 18 anys, el 66,9% eren parelles casades vivint plegades, el 4,6% tenien una dona cap de família sense marit present i el 25,7% no eren famílies. El 22,3% de totes les llars estaven formades per una sola persona, i en el 12,6% d'aquestes era una persona de 65 anys o més. De mitjana a cada llar hi vivien 2,32 persones, augmentant a 2,71 en el cas d'habitatges ocupats per famílies.
La població del town es repartia en les següents classes etàries: un 17,2% menors de 18 anys, un 5,5% de 18 a 24 anys, un 21,4% de 25 a 44 anys, un 31,9% de 45 a 64 anys i un 24,1% majors de 65 anys. L'edat mediana era de 48 anys. Per cada 100 dones, hi havia 101,3 homes. Per cada 100 dones de 18 anys o més, hi havia 100,4 homes.
Al town la renda mediana per llar era de 42.574 dòlars, i la renda mediana familiar era de 48.068 dòlars. Els homes tenien una renda mediana de 35.658 dòlars enfront dels 24.464 dòlars de les dones. La renda per càpita del town era de 23.659 dòlars. Un 2,0% de les famílies i el 3,8% de la població estaven per sota del llindar de pobresa, entre aquests el 4,4% dels menors de 18 anys i el 5,4% dels majors de 65 anys.